# Chronobiologie cutanée
La chronobiologie est l’étude des rythmes biologiques soumis aux êtres vivants. Chez les mammifères, les horloges périphériques sont médiées par un stimulateur circadien central situé dans le noyau suprachiasmatique (NSC) de l’hypothalamus. Le NSC synchronise et régule l’ensemble des mécanismes des tissus périphériques par l'intermédiaire d'hormones et de neurones. L’horloge centrale est modulée par l’expression de gènes circadiens tels que CLOCK et BMAL1. Le NSC influence l’horloge circadienne de la peau agissant sur la physiologie cutanée tel que la prolifération cellulaire ou l’hydratation ,. 
La peau agit telle une barrière contre les agressions externes de l’environnement et les changements de température, et joue un rôle important dans le contrôle de l’inflammation. Celle-ci est composée de trois couches : l’épiderme, le derme et l’hypoderme. L’épiderme, couche superficielle de la peau, est constitué de quatre strates : la couche basale au contact de la lame basale, la couche épineuse, la couche granuleuse et la couche cornée. Elle est majoritairement composée de kératinocytess, des cellules constamment en mouvement à travers les différentes strates jusqu’à atteindre la dernière couche, la couche cornée, où elles deviennent des cornéocytes, des cellules mortes assurant son rôle de barrière imperméable à l’environnement.
L’horloge périphérique de la peau contrôle divers caractéristiques tels que l’hydratation du tissu, la prolifération des kératinocytes, la température, le pH, etc… .  
Lors de pathologies cutanées liées à une mutation d’un gène contrôlé par le stimulateur central, l’horloge endogène cause une oscillation rythmique de l’intensité des symptômes en suivant le rythme de ces caractéristiques de la peau.

## Protéines contrôlées par l'horloge endogène

### Hydratation de la peau par AQP3
La couche cornée, la couche la plus externe de l’épiderme, est essentielle pour le maintien d’une barrière contre la perte d’eau et d’autres substrats. L’épiderme vivant, dont fait partie la couche granuleuse, contient 70% d’eau. En revanche, la couche cornée constituée de kératinocytes morts, présente seulement 20% d’eau. Cette différence nette en teneur d’eau est appelée jonction cornéo-épidermique. La teneur en eau de la couche cornée définie l’apparence hydratée de la peau, une peau saine a une teneur en eau supérieure à 10%.  L’hydratation est possible grâce à deux mécanismes principaux : d’une part, le passage d’eau et de glycérol de la couche granuleuse à la couche cornée, mais aussi par la capture de molécules d’eau présentes dans l’environnement , et d'autre part, le maintien de l’hydratation via des facteurs hydratants.   
En plus de la présence de l'eau, l'hydratation de la peau dépend de la présence de composés hygroscopiques dans les cornéocytes, plus communément appelés NMF (natural moisturizing factors), produits dans les kératinocytes. Les NMFs sont un mélange de diverses molécules hygroscopiques, permettant la capture de l’humidité de l’air et aidant à maintenir l’hydratation de la couche cornée, ils agissent comme humectants . Les NMF représentent environ 20 à 30 % du poids sec de la couche cornée . Le glycérol est un NMF efficace qui aide à maintenir l’hydratation normale de la couche cornée.
L’aquaporine-3, AQP3, est une protéine transmembranaire, de la famille des aquaglycéroporines, formant un pore qui facilite l’entrée de l’eau et de certains solutés comme le glycérol ou l'urée à travers la membrane. L’aquaporine-3 possède 6 régions transmembranaires, reliées par 5 boucles (A-E) et contiennent deux motifs NPA (Asparagine-Proline-Alanine) dans les boucles B et E. Ces motifs NPA sont très conservés et permettent la sélectivité du pore AQP3. En facilitant le passage d’eau et de glycérol, l’AQP3 permet une augmentation de l’hydratation de l’épiderme.   L’AQP3 est exprimée dans les strates de cellules vivantes de l’épiderme, de la couche basale à la couche granuleuse, selon un gradient ayant une concentration maximale au niveau de la couche basale. La couche cornée, quant à elle, n’exprime pas l’AQP3. La distribution d’AQP3 à travers l’épiderme explique la jonction cornéo-épidermique entre la couche cornée et le reste de l’épiderme.
L’expression d’AQP3 diminue dans la peau âgée, indiquant que la protéine est impliquée dans le vieillissement intrinsèque.
Le gène circadien CLOCK est exprimé  dans les kératinocytes, les mélanocytes et les fibroblastes dermiques. L’expression d’AQP3 est influencée par le gène CLOCK, ce gène a son importance dans l’hydratation de la peau
Chez la souris, les gènes circadiens CLOCK et BMAL1 vont permettre l’expression de la protéine AQP3 par deux moyens : 
- En activant l’expression de AQP3 : CLOCK et BMAL1 activent la transcription de Dpb qui va activer à son tour l’expression de AQP3
- En inhibant l’inhibiteur de l’expression de AQP3 : CLOCK et BMAL1 activent la transcription de REV-Erb qui va alors agir comme répresseur de la transcription de E4BP4. Cette dernière est une inhibitrice de l’expression de AQP3

L’expression de AQP3 est donc doublement stimulée par les gènes circadiens CLOCK et BMAL1. Chez l’homme, la voie semble plus simple : CLOCK et BMAL1 semblent activer directement l’expression de l’AQP3, sans passer par la protéine Dbp. Selon différentes études, l’hydratation de la peau ne présente pas de rythmes réguliers au cours du temps. Le rythme dépend du type de tissu et de différents paramètres tels que le régime alimentaire, le sexe, l’âge, le poids, etc… ,.

### Prolifération des kératinocytes par Klf9
Dans les kératinocytes, Klf9 (facteur 9 de type Krüppel) est un facteur de transcription circadien épidermique en doigt de zinc, exprimé différentiellement selon l’heure de la journée.  Il est impliqué dans la différenciation et la prolifération des tissus épithéliaux.  Klf9 a un effet antiprolifératif sur les kératinocytes en ciblant certains gènes spécifiques. 
Le cortisol contribue au processus de synchronisation des oscillations périphériques. En effet, il y a une forte diminution des niveaux de cortisol tout au long de la journée avec un pic en fin de nuit, contrôlé par l’horloge. Le cortisol induit l’expression de Klf9. Ainsi, Klf9 a un pic d’expression au début du jour et diminue tout au long de la journée dépendamment du cortisol. Cela provoque un effet antiprolifératif durant le jour. A contrario, durant la nuit, lorsque Klf9 n’est pas synthétisé, la peau peut se régénérer efficacement. 
Des taux de cortisol anormalement élevés à un moment de la journée, comme par exemple en fin de soirée, peuvent inhiber une réparation cutanée efficace la nuit.

## Pathologies cutanées

### Psoriasis
La chronobiologie cutanée peut également être observée dans les pathologies associées à cet organe. Comme c’est le cas du psoriasis soit une maladie inflammatoire chronique caractérisée  par la prolifération excessive de kératinocytes au niveau de la couche cornée pouvant être causée par des facteurs environnementaux tel que le stress ou l’alcool ainsi que par des facteurs génétiques. Ces derniers sont alors intimement liés avec les gènes décrits plus haut. En effet, les kératinocytes semblent avoir des fonctions fondamentales déréglées dans les épisodes de psoriasis. Leurs fonctions étant intimement liées aux aquaporines AQP3, il n’est pas étonnant que de nombreuses maladies de peau tel que le psoriasis soient corrélées avec le dysfonctionnement de cette aquaporine.
La corrélation entre le dysfonctionnement de AQP3, elle-même liée au gène CLOCK, et le psoriasis est appuyée par l’étude sur des souris ayant les gènes CLOCK mutés, montrant une moindre sévérité de maladies de peau tel que le psoriasis en n’ayant pas une réaction auto-immune aussi forte que les souris non mutées. Cela s’explique par le fait que le gène CLOCK est un des facteurs clés du facteur de croissance VEGF-A, lui-même a son maximum la nuit, surexprimé dans les tissus épithéliaux et dans le plasma des patients atteints de psoriasis.

### Chronothérapie
Il a été démontré que la peau effectue des fonctions bien distinctes à différents moments de la journée, en se concentrant soit sur un rôle de prolifération et de réparation durant la nuit ou un rôle protecteur quant aux dommages d’ADN que les cellules épidermiques subissent quotidiennement pendant le jour. En se basant sur ce principe, si le moment où un traitement cutanée est administré correspond au pic d’activité de la cible de ce médicament, cela pourrait permettre d’optimiser les résultats cliniques et ainsi augmenter l’efficacité du traitement. Par exemple, l’utilisation de protecteur solaire comme la vitamine D topique (augmente la photoprotection et diminue le risque de coups de soleil) possède une réponse optimale durant la journée puisque c’est le rôle protecteur de la peau qui est mis de l’avant à ce moment du cycle oscillatoire. Une telle application permettrait de minimiser les risques liés au développement d'un cancer cutané. Les meilleurs candidats pour la chronothérapie sont les médicaments avec une courte demi-vie, comme le méthotrexate pour traiter l’inflammation du psoriasis, puisque l’influence du moment d’administration sur leur action est plus grande, .